# فارا ديسونتسو
فارا ديسونتسو (النطق الإيطالي: ‎[ˈfarra diˈzontso]‏؛ (بالسلوفينية: Fara ob Soči)‏؛ جنوب شرق فريوليان: Fara) هي بلدية إيطالية تقع في منطقة فريولي فينيتسيا جوليا.

## التاريخ

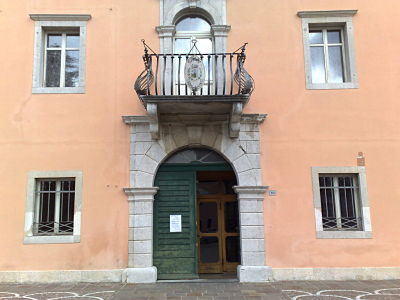
واجهةمبنى البلدية في فارا ديسونتسو.

اسم "Farra" من أصل لومباردي، ومشتق من " Fara "، أي "معقل تملكه العائلات أو العشائر الفردية". أنشأ الرومان فيما بعد "كورسوس بوبلكوس" - أو نقطة ترحيل البريد السريع - هنا، حيث بنوا بالقرب منها جسرًا ضخمًا على نهر إيسونزو في مكان يُدعى ماينيزا لتحسين الاتصالات مع المناطق الشرقية. استخدم هذا الجسر الاستراتيجي لمرور القوط، والقوط الشرقيين، واللومبارد، والأفاري، والهون، والمجريون والأتراك لاحقًا لغزو الإمبراطورية.

## الاقتصاد
لا تزال فارا اليوم مركزًا مزدهرًا للعديد من مزارع الكروم التي تغطي أراضيها الشاسعة. لا يزال من الممكن رؤية السمات الزراعية القديمة للمناظر الطبيعية في التخطيط الحضري للمنطقة المحلية، والتي تضم العديد من القرى والمدينتين الأصغر حجمًا في ماينيزا وفيلانوفا.

## المعالم السياحية الرئيسية
يبرز قصر كاليسي (1728) بجوار المباني الحديثة التي أعيد بناؤها بعد الحرب. وهو المقر الإداريللبلدية ويضم فيلات ملاك الأراضي المهمّين. تطورت هنا حياة ثقافية مكثفة ونشطة. وهناك العديد من المؤسسات مثل المركز الذي خصص للشاعر ريكاردو بيتيري الذي كتب عن هذا البلد واختاره كمنتجع صيفي. وفي بورغو غروتّا يوجد متحف يوثق المجتمع الزراعي في منطقة فريولي.
في بورغو زوبيني توجد كنيسة تعود إلى القرن السابع عشر، بناها الكونت جيوفاني باتيستا زوبيني بين عامي 1665 و1669. وهي أقدم كنيسة في الأبرشية سميت باسم الحبل بلا دنس.

## روابط خارجية
- Circolo Culturale Astronomico di Farra d'Isonzo